# Закон сполучених посудин

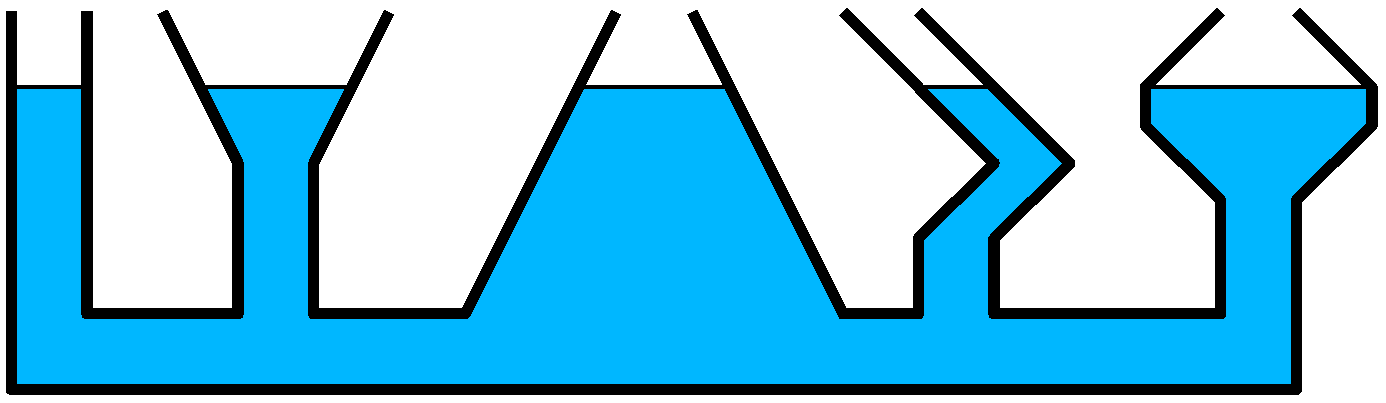
Сполучені посудини

Зако́н сполу́чених посу́дин  — закон гідростатики, який встановлює співвідношення між рівнями рідин у сполучених посудинах.
Рівень рідини в посудинах, сполучених між собою  — однаковий.
Якщо різні коліна сполучених посудин заповнені різною рідиною, то висоти стовпів рідини співвідносяться обернено пропорційно до їхніх густин.
{\displaystyle {\frac {h_{1}}{h_{2}}}={\frac {\rho _{2}}{\rho _{1}}}},
де літерою h позначені висоти в різних колінах, а літерою {\displaystyle \rho } (ро) — густини рідин.
Закон сполучених посудин є наслідком закону Паскаля і виводиться із рівності тисків в каналі, який сполучає посудини.
Рівновага тисків в сполучних каналах записується у формі
{\displaystyle P_{i}+\rho _{i}gh_{i}={\text{const}}},
де P — тиск на поверхні стовпа рідини, g — прискорення вільного падіння.
У випадку однакових тисків це рівняння зводиться до
{\displaystyle \rho _{i}h_{i}={\text{const}}}
На основі закону сполучених посудин побудований принцип водонапірних башт, шлюзів, водомірних стекол тощо.
Для дуже тонких посудин, капілярів, необхідно враховувати поправки, пов'язані з капілярним ефектом.